# 18335 San Cassiano
18335 San Cassiano (tên chỉ định: 1987 SC1) là một tiểu hành tinh vành đai chính. Nó được phát hiện bởi Edward L. G. Bowell ở Anderson Mesa Station ở Coconino County, Arizona, ngày 19 tháng 9 năm 1987. Nó được đặt theo tên the Italian village of San Cassiano, gần Verona.